# Iž (motocykl)

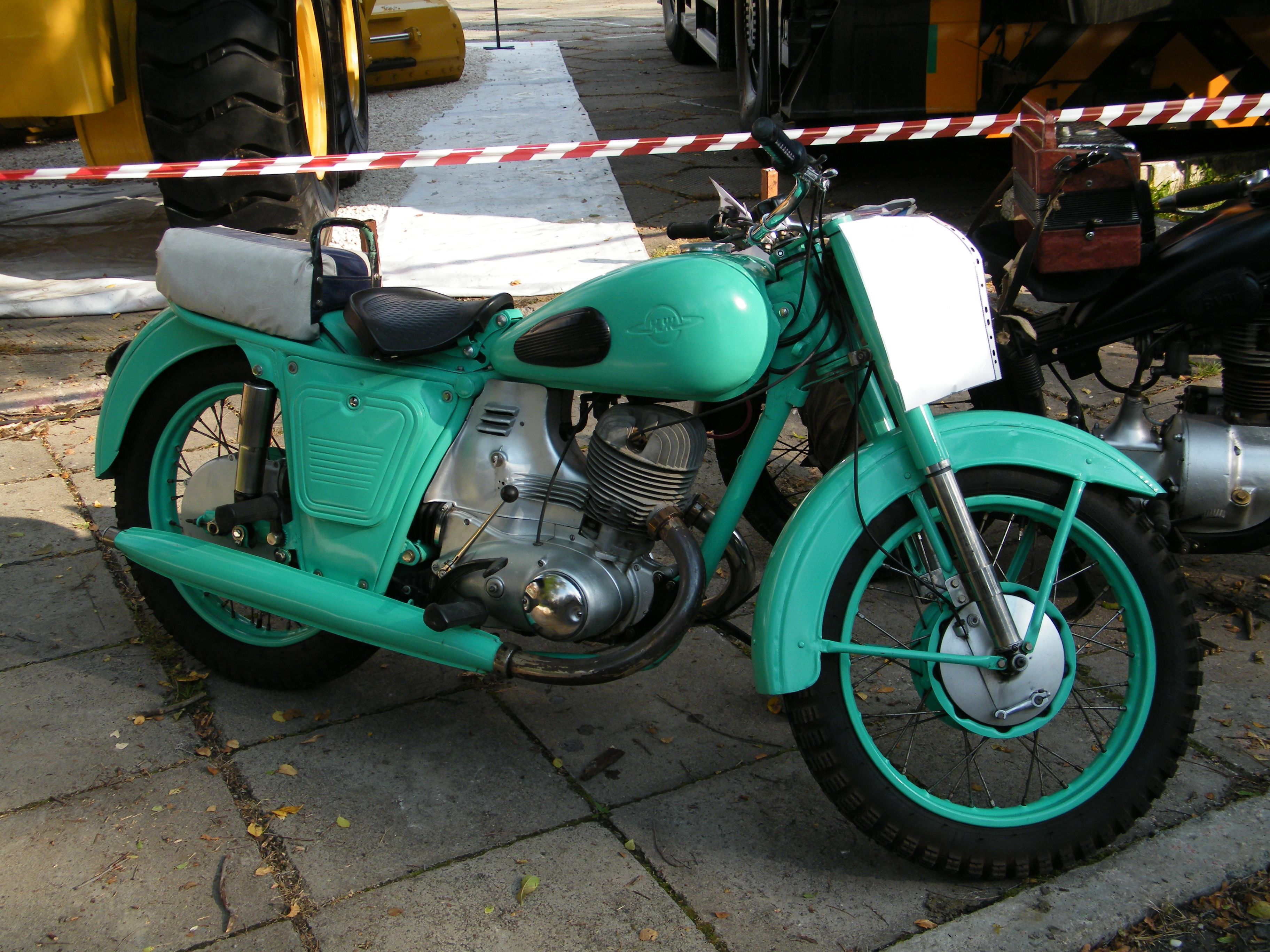
Iž-56

Iž (azbukou Иж) byla ruská značka motocyklů, vyráběná v letech 1933 až 2008 v závodě Ižmaš ve městě Iževsk.
V roce 1928 se začal inženýr Petr Možarov zabývat úkolem sestrojit první sovětský motocykl. O rok později vyrobil první prototyp a v roce 1933 začala sériová výroba typu Iž-7. Rozvoj firmy nastal po druhé světové válce, kdy Sověti získali jako válečnou kořist plány německé značky DKW. Ižmaš vyrobil za svoji existenci asi jedenáct milionů kusů motocyklů. Nedokázal však po otevření hranic vzdorovat zahraniční konkurenci a v roce 2008 v důsledku platební neschopnosti ukončil činnost.

## Typy motocyklů Iž
- Iž-7 (1933) – obsah 293 cm³
- Iž-8 (1938) – obsah 293 cm³
- Iž-9 (1940) – obsah 350 cm³
- Iž-12 (1941) – obsah 348,4 cm³
- Iž-350 (1946) – obsah 346 cm³
- Iž-49 (1951) – obsah 346 cm³
- Iž-50 (1951) – sportovní verze Iž-49
- Iž-56 (1956) – obsah 346 cm³
- Iž Jupiter (1961) – obsah 347 cm³
- Iž-61K (1961) – terénní, obsah 340 cm³
- Iž-344A (1962) – závodní, obsah 344 cm³
- Iž Planeta (1962) – obsah 346 cm³
- Iž Planeta-2 (1966) – obsah 346 cm³
- Iž Jupiter-2 (1966) – obsah 347 cm³
- Iž Planeta-3 (1970) – obsah 346 cm³
- Iž Jupiter-3 (1971) – obsah 347 cm³
- Iž Planeta Sport 350 (1973) – obsah 340 cm³
- Iž Jupiter-4 (1981) – obsah 347 cm³
- Iž Planeta-4 (1983) – obsah 346 cm³
- Iž Jupiter-5 (1985) – obsah 347 cm³
- Iž Jupiter-5-01 (1988) – obsah 347 cm³
- Iž Kornet (2000) – obsah 50 cm³
- Iž Junker (2001) – chopper, obsah 347,6 cm³